# Eos semilarvata
El lori de Ceram o lori de Seram (Eos semilarvata) es una especie de ave psitaciforme de la familia Psittaculidae endémica de la isla de Ceram, en las Molucas (Indonesia). Es el más pequeño del género Eos, con sólo 24 cm de largo.